# Теодор II Музака

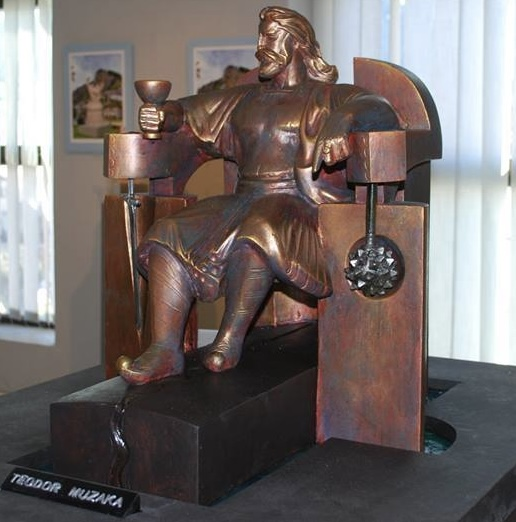
Теодор II Музака, скульптурний комплекс у Бераті

Теодор II Музака (також Теодор II Мусакі, Муса Арбана; *1337 — султаном† після 1389) — албанський князь.

## Життєпис
Теодор Музака походив із знатної родини Музака, яка була багатою в центральній Албанії. Його батько Андрея II Музака був засновником князівства Музакай зі столицею в Бераті, яке існувало з 1335 по 1444 рік.

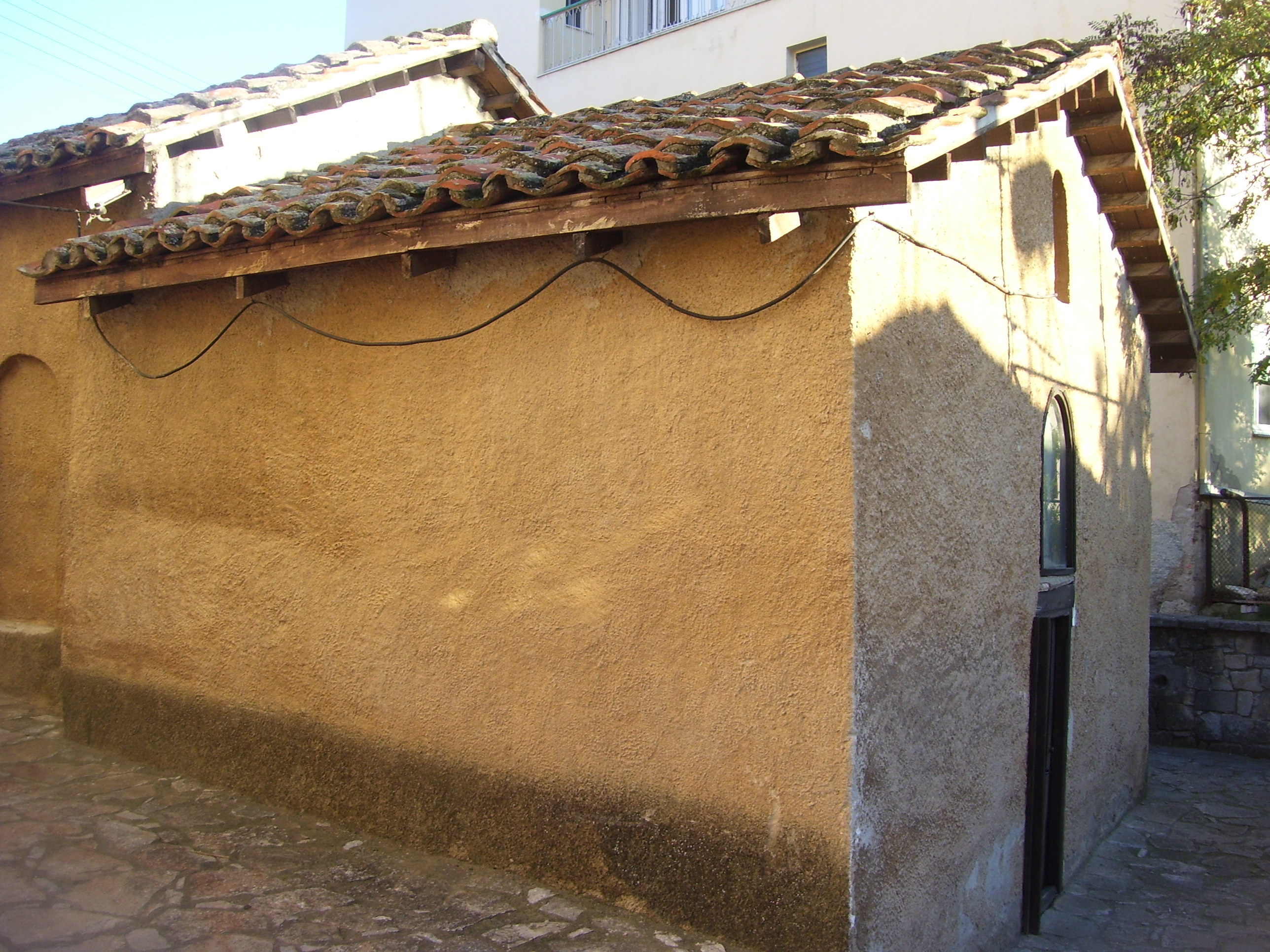
Церква Св. Афанасія Музаки в Касторії

У 1372 році Теодор став наступником свого покійного батька в князівстві Музакай. Столиця князівства, Берат, разом з Вльорою потрапила до сербів у 1345 році внаслідок дій сербського полководця Керсака. Іван Комнін Асен, шурин сербського царя Стефана Уроша IV, 1346 року народився в Бераті. Душана було призначено там намісником. До 1396 року Берат не повернеться під контроль родини Музака.
Між 1383 і 1384 роками Теодор II разом зі своїм братом Стоєю та монахом Діонісієм побудував у Касторії грецьку православну церкву (церква св. Афанасія Музаки), присвячену Афанасію Великому.

### Антиосманська коаліція
Усвідомлюючи османську загрозу, деякі албанські князі приєдналися до християнської антиосманської балканської коаліції, заснованої 1359 року, не звертаючи уваги на розбіжності між албанцями, босняками, болгарами, волохами, сербами, угорцями та далматинцями на користь спільного ворога. Гергій II Бальшич і Теодор II Музака в союзі з сербським королем Лазарем Хребеляновичем і боснійським королем Твртко I 1387 року розгромили османів у битві під Плочником.
Через два роки Гергій II Бальшич, Теодор II Музака, Дімітер Йоніма та Пал Кастріот зі своїм сином Іван Кастріоті (батьком Скандербега) билися у битві, відомій як «Битва народів», на Косовому полі (15 червня 1389 року) неподалік від Приштини на березі річки Лаб на території сучасного Косова. Більш детальний опис битви базується на османських джерелах, які приписують організований контингент лідерам албанської армії, що складала ¼ всієї балканської коаліції. Османська армія значною мірою складалася з сербських ополченців, набраних султаном Мурадом I у Македонії.
Коаліція балканських народів була розгромлена султаном Османської імперії Мурадом I. Наступного дня після невдалої битви три вцілілі албанські князі — Гергій II Бальшич, Теодор II Музака на чолі з Іваном I Кастріоті відступили до своїх кордонів. Вони змогли протистояти османам і заснувати християнське албанське утворення, яке простягалося від південного кордону Рагузи до Патрської затоки.

## Нащадки
За словами Карла Германа Фрідріха Йоганна Гопфа, у Теодора був син:
- Нікола, володар долини Деволль
  - Петро ⚭ Анджеліна
    - Гсан († 1614), мусульманин, паша Румунії
    - Andrea (сліпий?; † 1389)[4], господар Гопеша ⚭ Коміта Матаранго з Гори
      - Анна (Киранна) ⚭ Гайдарбег зі Свіріні
      - Гасанбег

## Спадкоємство влади
Як принцеса Валони, Коміта Музака († 1396; вдова Балші II і сестра Теодора II), 1389 року вела війну проти свого племінника Ніколи, коли він потрапив у полон. Його послідовники хотіли лише передати вежу «turris Pirgi» з митницею в гирлі Семану, коли Нікола буде звільнений. Обидві сторони тимчасово передали вежу венеційському байло Корфу, який передав її Коміті Музака після звільнення Ніколи в 1390 році із зобов'язанням надавати трьох моряків для флоту Корфу щороку.
Після смерті Теодора II (дата невідома) влада в князівстві Музакай перейшла до його племінника Теодора III Музаки. Це стало можливим лише тому, що його єдиний син Нікола на той час, мабуть, помер або перебував у полоні у своєї тітки Коміти Музаки.